# Magic Bus: The Who on Tour
Magic Bus: The Who on Tour je čtvrté americké album britské rockové kapely The Who. Bylo vydané ve Spojených státech v září 1968, aby vydělalo na úspěchu stejnojmenného singlu. Jedná se o kompilační album už dříve vydaného materiálu. Ačkoliv v přibližně stejnou dobu vyšlo i v Kanadě, ve Spojeném království vydáno nebylo. Obsadilo 39. místo v hitparádě Billboard 200.

## Seznam skladeb
Autorem všech skladeb je Pete Townshend, kromě uvedených výjimek.
První strana
1. "Disguises" - 3:14
2. "Run Run Run" - 2:44
3. "Dr. Jekyll and Mr. Hyde" (John Entwistle) - 2:27
4. "I Can't Reach You" - 3:05
5. "Our Love Was, Is" - 3:09
6. "Call Me Lightning" - 2:25

Druhá strana
1. "Magic Bus" - 3:21
2. "Someone's Coming" (Entwistle) - 2:33
3. "Doctor, Doctor" (Entwistle) - 3:02
4. "Bucket T" (Don Altfeld, Roger Christian, Dean Torrence) - 2:11
5. "Pictures of Lily" - 2:43